# Lotsawa

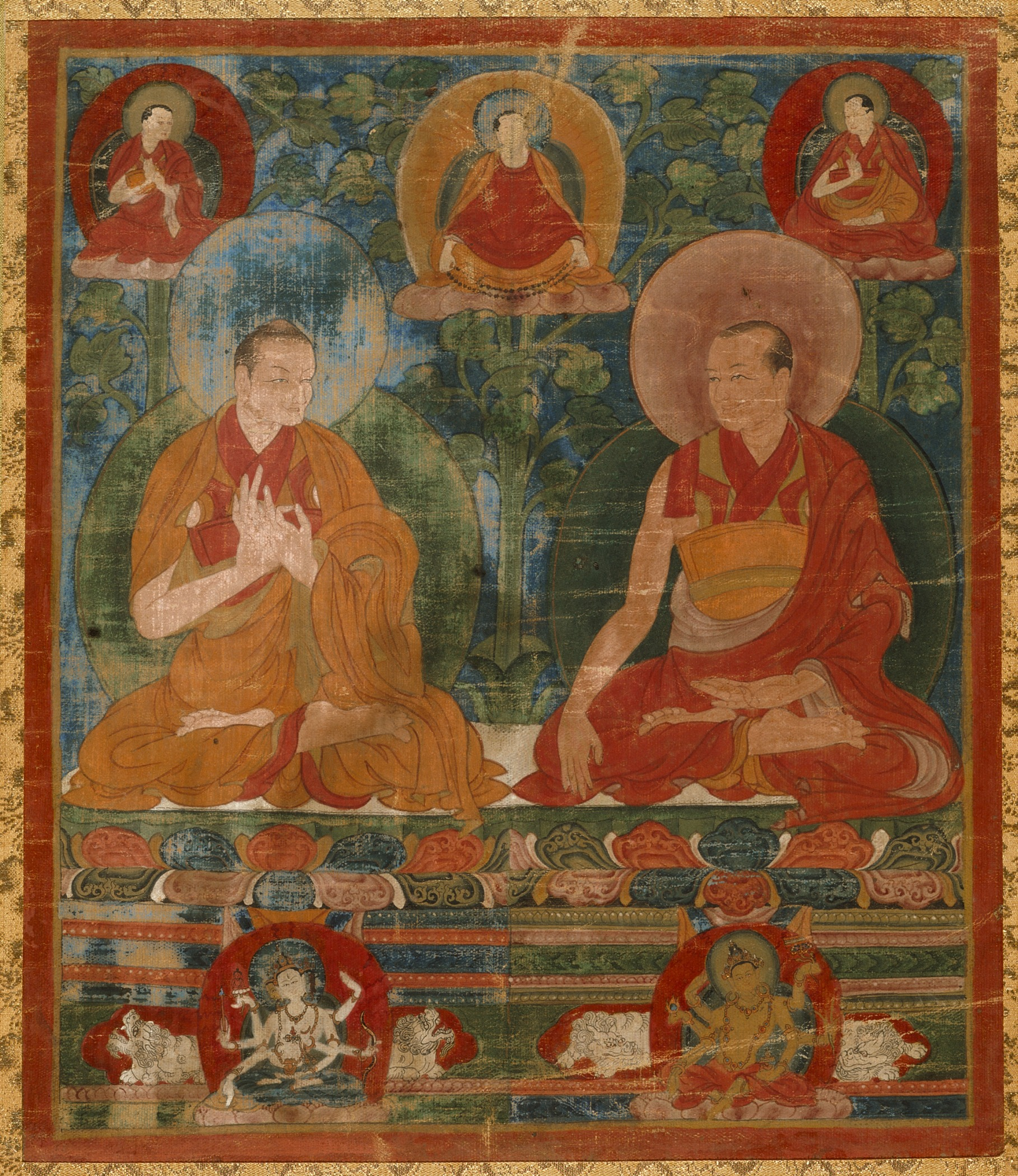
Sakyasri Y Thropu Lotsawa del Trophu Kagyu

Lotsawa (tibetano: ལོ་ ཙཱ་ བ, Wylie: lo tsA ba) es una palabra tibetana utilizada como un título para referirse a los traductores nativos tibetanos, tales como: Vairotsana, Rinchen Zangpo, Marpa Lotsawa y otros monjes que trabajaron junto a los eruditos de la India también conocidos como panditas para traducir textos budistas del sánscrito al tibetano, de China clásica y otros idiomas asiáticos.

## Historia
Durante el período de la propagación inicial, dominados por los Nyingma-pa desde el siglo VII hasta el IX,  se iniciaron las primeras traducciones del sánscrito al tibetano, mismo que generó un lenguaje que, a partir de entonces se daría a conocer como el budismo tibetano.
Posteriormente, estas tradiciones serían conocidas por los nuevos traductores -especialmente en el prolífico siglo XI-,  Nyingma-pa, en el sentido de “viejos desfasados”.
Entre la época de vigor del imperio tibetano (650-850), la época oscura de conflictos (850-950) y la época del Renacimiento tibetano (950-1250),  se dice que la primera estuvo dominada por la orden Nyingma-pa, fundada por Padmasambhava, mientras que en el Renacimiento surgen nuevas corrientes que implican un período de traductores –Lotsawa- tántricos quienes constituyeron la Nueva traducción (Sarma). 
Durante ese mismo período, entre el predominio Nyingma y el posterior auge de los Gelug, presenciamos la preponderancia de los Kadam-pa, los Sakya-pa y los Kagyü.
Se cree que el término deriva del sánscrito locchāva, que significa "bilingües" u "ojos del mundo."Actualmente, este mismo término se utiliza para referirse a las traducciones modernas de textos tibetanos budistas.

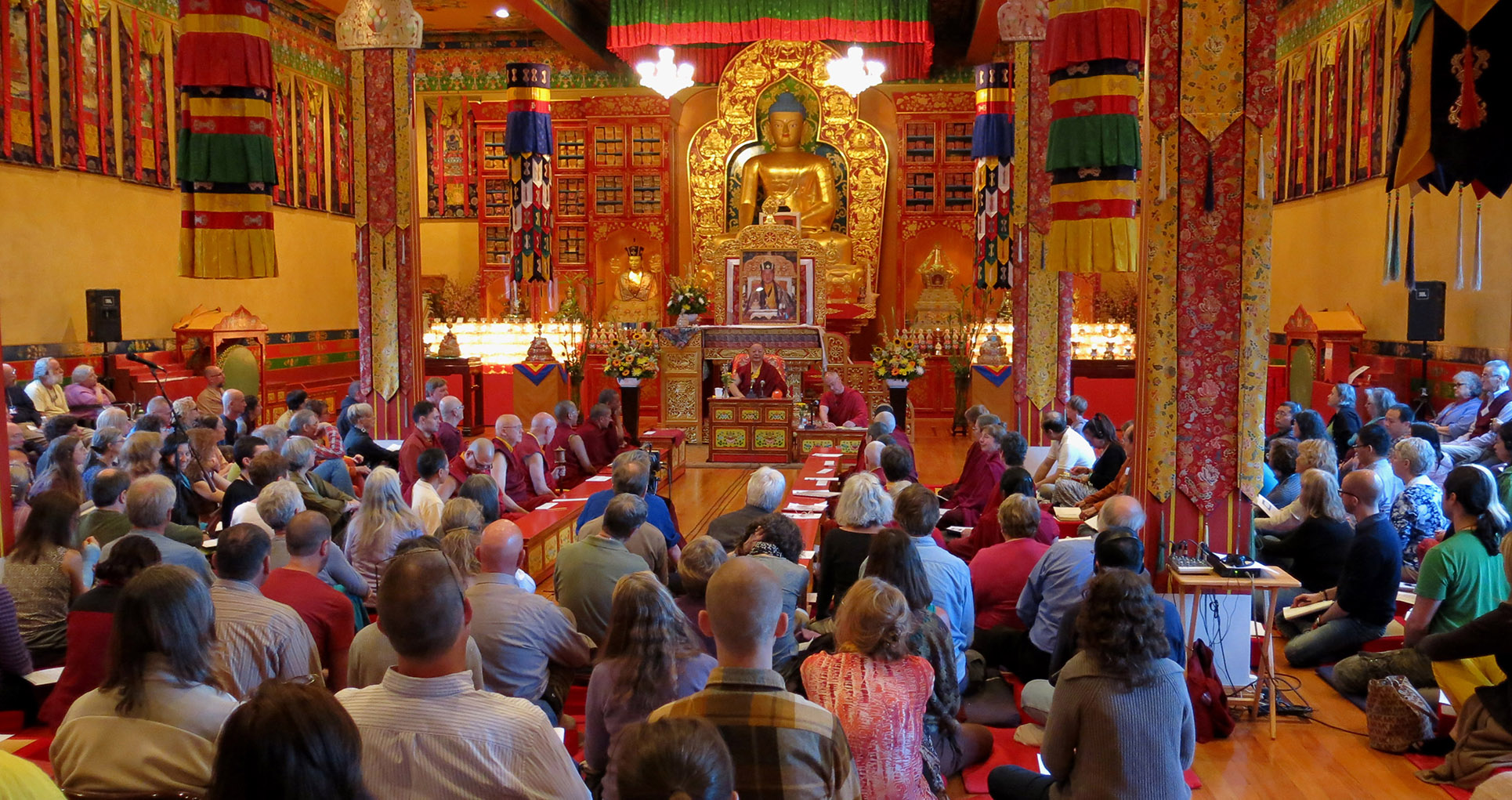
Khenpo Karthar teaching 2013

Jñanasutra, un Nyingma, fue el principal Lotsawa de la primera ola de traducciones del sánscrito al tibetano. Mientras que Yudra Nyingpo, uno de los principales discípulos de Vairotsana, fue también el principal Lotsawa de la primera etapa de traducción de textos al tibetano.

## Obras de maestros tibetanos
Entre los principales representantes y obras Lotsawa actuales se encuentran los siguientes:
- Alak Zenkar Rimpoché
- Chatral Rimpoché
- Chokgyur Dechen Lingpa
- Chökyi Drakpa
- Dilgo Khyentse Rimpoché
- Do Khyentse Yeshe Dorje
- Dodrupchen Jigme Tenpe Ñima
- Dodrupchen Jigme Trinle Özer
- Dudjom Lingpa
- Dudjom Rimpoché
- Geshe Langri Thangpa
- Guru Chökyi Wangchuk
- Gyalse Shenpen Thaye
- Gyalse Tokme Zangpo
- Jamgön Kongtrul Lodrö Thaye
- Jamyang Khyentse Chökyi Lodrö
- Jamyang Khyentse Wangpo
- Jetsün Drakpa Gyaltsen
- Jigme Lingpa
- Kachöpa